# Luka Čubrilo
Luka Čubrilo (serbisch-kyrillisch Лука Чубрило; * 22. Juli 1988) ist ein serbischer Volleyballspieler. Er spielt auf der Position Zuspiel.
Sein jüngerer Bruder Nemanja ist ebenfalls Volleyballspieler.

## Erfolge Verein
Serbien Pokal:
- 2007, 2010, 2012

Serbien Meisterschaft:
- 2007, 2021, 2022[2]
- 2009, 2011, 2012
- 2008

Estnische Meisterschaft:
- 2014

Serbien Superpokal:
- 2020, 2021